# Óscar Míguez
Óscar Omar Míguez Antón (Montevidéu, 5 de dezembro de 1927- Montevidéu, 19 de agosto de 2006) foi um futebolista uruguaio que jogava como o centroavante, posição da qual foi o titular da seleção uruguaia campeã mundial de 1950. Até hoje, Oscar é o maior artilheiro do Uruguai nas Copas do Mundo FIFA, somando oito gols.
Com 27 gols em 39 jogos no total pelo Uruguai, Míguez também foi por muito tempo o terceiro maior artilheiro da seleção, atrás de Héctor Scarone e Ángel Romano durante o século XX. Depois, foi ultrapassado pelos nomes mais recentes de Diego Forlán, Edinson Cavani e Luis Suárez.[carece de fontes?] Míguez destacava-se pela rapidez mental e um domínio incomum da bola, com gols de cabeça, de voleio ou de bicicleta buscados por toda uma partida até que saíssem. Não se satisfazia apenas em marcar gols, sendo um centroavante malabarista. Ele, porém, negava ter sido um grande jogador.
A nível de clubes, destacou-se no Peñarol, onde fez ao todo 137 gols e 107 gols, rendendo-lhe excelente média de 0,78 gols por jogo e diversas propostas do exterior durante seu auge, sempre recusadas por seu amor ao time.

## Carreira

### Inícios
Na infância, vendia leite com seu pai pela manhã e à tarde ia à escola. Ainda nessa fase da vida recebeu o apelido de El Cotorra ("a cocota"), em jogo de rua testemunhado por uma vizinha que assim chamou-lhe em função de uma boina verde usada por Míguez. No futebol, ele começou como marcador e passou logo ao ataque.
No futebol oficial, Míguez começou no Sud América, em 1943. O clube foi rebaixado em 1945 e só voltaria à primeira divisão do campeonato uruguaio em 1952.[carece de fontes?] Foi em 1947, ainda como juvenil, que ele se projetou, graças a um amistoso contra os quartos quadros de seu clube e o Peñarol em uma partida no estádio Centenário preliminar para uma entre a equipe principal dos aurinegros contra o River Plate. O Sud América goleou com três gols de Míguez.
A partida chamou a atenção dos dois principais clubes uruguaios. Míguez chegou a treinar no fim do ano no Nacional. "Don Ángel Romano, um cavalheiraço, me levou ao Nacional a fins de 1947. Ele sabia muito bem que eu era manya (torcedor do Peñarol). Se quando o Peñarol ganhava, armávamos um escândalo bárbaro aqui no bairro. E eu era dos principais. (Mas) não vou andar ao lado de Ciocca? Quem não jogava a seu lado? O que aconteceu é que a camisa não me caía bem e tchau. Pedi perdão a don Ángel e não fui mais. Essas coisas daquela época". Acabou acertando com o time do coração, que o sondou ainda em meio àquela goleada do Sud América, conforme Míguez detalharia:
A fins de 1947, a quarta do Sud América fazia a preliminar no estádio de uma partida Peñarol-River argentino. Fiz três gols na quarta do Peñarol e, quando cheguei ao vestiário, Vidal e Máspoli me disseram que ia me levar ao Peñarol. Se poderá imaginar: o sonho da minha vida. Uma manhã, El Ñato Jaureche - que cara sensacional - e Héctor Cocito me disseram se queria me testar no Peñarol. Claro que não duvidei. Quando eu cheguei, primeiramente estava Galloway, que tinha que ter dado muito mais resultado dirigindo juvenis e não adultos. Uma manhã, Galloway me viu praticar e disse a Jaureche: 'este garoto é muito para o terceiro quadro; mandem-no a mim'. O que ocorria é que eu tinha dois 'fantasmas' adiante: El Toto Schiaffino - talvez o jogador a quem mais tenha admirado - e Nicolás Falero. Dois jogadoraços e duas excepcionais pessoas

### Peñarol
Míguez transferiu-se ao Peñarol juntamente com Alcides Ghiggia, a quem conhecera no Sud América. Curiosamente, neste clubes ambos jogavam em posições inversas às quais se consagrariam: era Ghiggia o centroavante e Míguez o ponta-direita. Outro a chegar foi o argentino Juan Hohberg, do Rosario Central.  Diferentemente de Ghiggia, que precisou esperar até 1949 para firmar-se no novo clube, Míguez destacou-se assim que chegou: foi o artilheiro do elenco aurinegro no ano de 1948, com 17 gols. Oito deles foram válidos pelo campeonato e bastaram para que ele fosse o artilheiro do torneio:[carece de fontes?] o campeonato foi paralisado após a primeira rodada do segundo turno em função de uma longa greve. Ela só veio a se encerrar em abril do ano seguinte. O título foi então dado a quem era líder, o rival Nacional.
Em 1949, porém, o Peñarol terminou campeão de modo arrasador ainda que sem nenhum novo jogador relevante, tendo como grande reforço o técnico húngaro Emérico Hirschl. Em maio, escalou-se pela primeira vez o quinteto ofensivo formado por Ghiggia na ponta-direita, Hohberg na meia-direita, Míguez de centroavante, Schiaffino na meia-esquerda e o ítalo-argentino Ernesto Vidal na ponta-esquerda. Deles, somente Hohberg não pôde ir à Copa do Mundo FIFA de 1950, com sua naturalização sendo concedida apenas posteriormente, ao contrário da de Vidal.
A estreia do quinteto ocorreu em goleada por 5-1 sobre, curiosamente, o Sud América. Foi o marco inicial de um ataque apelidado de "Esquadrilha da Morte". Míguez era o membro mais jovem dos cinco. O time como um tudo foi por sua vez apelidado de La Máquina del 49. O título veio com uma campanha invicta, com 16 vitórias, 2 empates, 62 gols a favor e 17 contra. Considerando amistosos, foram 113 gols em 32 partidas, em média de três gols e meio por jogo. Apenas uma vez o clube foi derrotado naquele ano, em amistoso com o time argentino do Huracán. Foram conquistados 52 dos 54 pontos em disputa. Míguez, novamente, foi o artilheiro do elenco no  ano, agora com 38 gols, e do campeonato, com 20.[carece de fontes?]
A campanha foi tão avassaladora que três adversários abandonaram o campo: o Liverpool uruguaio, o Rampla Juniors e, na ocasião mais famosa, o rival Nacional, no que ficou conhecido como El Clásico de la Fuga, pois os tricolores, temendo uma goleada, não retornaram à partida após o intervalo. Estavam perdendo por 2-0 e tinham dois jogadores expulsos. O segundo gol veio em rebote de pênalti desperdiçado por Míguez; protestos pela penalidade haviam causado a expulsão de Eusebio Tejera e novos protestos, sustentando que o autor do segundo gol (Vidal) havia invadido a área antes da cobrança de Míguez, levaram à expulsão de Walter Gómez. Tejera estaria na Copa do Mundo FIFA de 1950, mas Gómez não, punido com longa suspensão em função dessa expulsão.
A grande campanha fez com que seis jogadores do Peñarol compusessem a base da Seleção Uruguaia na Copa do Mundo de 1950: Roque Máspoli, Obdulio Varela e os já citados Ghiggia, Schiaffino, Míguez e Vidal. Apenas Vidal não participaria do Maracanaço, devido a uma lesão, cedendo lugar a Rubén Morán. Ao todo, foram nove jogadores aurinegros convocados. E era desejo no clube que outro presente na seleção fosse o próprio técnico Hirschl. Como isso não foi atendido, os dirigentes aurinegros chegaram a ameaçar uma proibição na convocação dos seus jogadores. Ironicamente, o time, prejudicado com uma lesão de Schiaffino nos meniscos, terminou perdendo o campeonato uruguaio de 1950 para o arquirrival.
Já em 1951 o Peñarol fez nova grande campanha, com apenas uma derrota no campeonato, para o River Plate uruguaio (2-1), adversário que chegou a ser goleado por 7-0 em torneio de pré-temporada - Míguez fez quatro gols. O título de 1951 fez o Peñarol ser chamado para a Copa Rio de 1952, onde bateu os adversários europeus, mas viu-se prejudicado pela arbitragem contra os brasileiros. Já no campeonato doméstico, Peñarol e Nacional terminaram empatados, forçando um jogo-extra realizado em fevereiro do ano seguinte. Ghiggia e Míguez foram expulsos nele e o rival terminou campeão. Foi inclusive a última partida do amigo Ghiggia pelo Peñarol. Acusado de agredir o árbitro, sua expulsão foi seguida de uma suspensão de quinze meses, o que influenciou na venda do jogador ao exterior.
O título foi recuperado em 1953. Embora passando a alternar-se com Rodolfo Pippo, Míguez chegou a participar e marcar um dos gols na goleada de 5-0 sobre o arquirrival Nacional. Um bicampeonato veio em 1954 com oito pontos de diferença para o vice Danubio, apesar dos desfalques de Schiaffino (vendido ao Milan) e de Obdulio (que jogou somente as rodadas finais após voltar lesionado da Copa do Mundo daquele ano). Para Míguez, continuava a alternância com Pippo. Os dois anos seguintes foram de certa entressafra, mas Míguez recuperou a titularidade absoluta. Em 1957, novo ano sem títulos, passou a concorrer com o argentino Elio Montaño.
O título voltou enfim em 1958, já com um plantel bastante reformulado, com dispensa de Víctor Rodríguez Andrade (outro presente no Maracanaço) e a ausência de Hohberg - inicialmente requisitado pelo Sporting Clube de Portugal, com quem não terminou acertando, mas ainda assim tornando-se sério desfalque por sofrer acidente aéreo não-fatal ao retornar. Míguez era um remanescente, ainda que mantivesse a alternância com Montaño. O título veio com um ponto de diferença para os vices Nacional e Rampla Juniors. Mas já não permaneceu para a temporada seguinte. O título de 1958 foi o primeiro do chamado "Primeiro Quinquenio de Oro" do Peñarol, o pentacampeonato seguido no campeonato uruguaio a perdurar até 1962, série que igualou um orgulho até então exclusivo do arquirrival, que tivera o seu Quinquenio na virada da década de 1930 para a de 1940.
Míguez foi em 1959 ao Sporting Cristal, do Peru, onde chegou a ser visitado por Pelé no hotel da concentração, e em 1960 veio ao Rampla Juniors, onde chegou a jogar com Ángel Labruna. Por fim, parou no Colón.  Sobre Míguez, assim declararia Néstor Gonçalves, futuro recordista de títulos no Peñarol e com quem chegou a jogar a partir de 1957.
Entre minhas primeiras experiências no Peñarol, o vi fazer um gol assombroso. Vinha um cruzamento e o recebeu com dificuldades para arrematar - não era uma partida qualquer e sim um clássico -, então cruzou as pernas e com uma por trás da outra clavou a bola no ângulo de Walter Taibo. Sabe o que pensei? Depois do que acaba de fazer esse homem, vou embora do campo e me dedico a outro trabalho
Ao todo, foram 137 gols e 107 gols pelo Peñarol, rendendo-lhe excelente média de 0,78 gols por jogo e diversas propostas do exterior durante seu auge, sempre recusadas por seu amor ao time.

## Seleção

### Copa de 1950
Míguez estreou pelo Uruguai em 30 de abril de 1950,[carece de fontes?] a poucas semanas da Copa do Mundo daquele ano. Naquele data, a Celeste perdeu de 3-2 para o Paraguai, já no Rio de Janeiro, no estádio São Januário, pela Copa Trompowsky.[carece de fontes?]
Esse troféu fazia referência ao brigadeiro Armando Figueira Trompowsky de Almeida, que na época era ministro da Aeronáutica do Brasil. As duas seleções deveriam se enfrentar pelas eliminatórias, mas os outros dois adversários do grupo, Equador e Peru, desistiram. A FIFA então considerou aquela partida um amistoso, sem influir no sorteio. Em um mundial marcado por desistências até de seleções classificadas, casos de Escócia, Índia e Turquia, o Uruguai ficou em grupo de apenas dois times, ao lado da Bolívia.
O Uruguai veio à Copa do Mundo com um ambiente turbulento: o técnico Juan López fora escolhido apenas um mês antes do torneio, após a Celeste Olímpica obter resultados ruins contra os próprios brasileiros, o que, além das derrotas pela Copa Rio Branco, incluíam ainda uma derrota para o Brasil de Pelotas e, em Montevidéu, dois empates contra o Fluminense; os jogadores uruguaios viam-se fora de forma após dois meses de inatividade. Antes da escolha da Associação Uruguaia de Futebol por López, o Peñarol chegara a vetar a convocação de seus jogadores: a AUF desprezava o técnico da equipe aurinegra, o húngaro Emérico Hirschl, desejado pela torcida e mídia. Com pouco tempo para entrosar o time, López chamou exatamente os jogadores que disputaram a Copa Rio Branco semanas antes do mundial. A Rio Branco desenrolara-se em três partidas, com Míguez destacando-se bastante na primeira delas: fez três gols em vitória por 4-3 em pleno Pacaembu. Mas os brasileiros venceram as outras duas e em ambas Míguez terminou substituído por Carlos Romero.[carece de fontes?]
Como foi o único jogo da Celeste na primeira fase, o confronto com os bolivianos foi marcado para a data da última rodada dos demais grupos. Míguez fez o primeiro e o quarto gol, ambos ainda no primeiro tempo, de uma vitória de 8-0 acompanhada por apenas 6.200 pessoas no estádio Independência, em Belo Horizonte. Os compromissos seguintes foram válidos já pelo quadrangular final, a começar por um 2-2 com a Espanha. Os uruguaios começaram vencendo, sofreram a virada e só conseguiram empatar graças a um gol de longa distância de Obdulio Varela. Míguez pouco apareceu no ataque.
O jogo seguinte foi igualmente dramático, com roteiro similar: o Uruguai fez o primeiro gol, mas depois a Suécia passou a ganhar por 2-1. Os sul-americanos deixaram apenas Eusebio Tejera recuado, buscando incessantemente o ataque. Míguez, desta vez, foi um dos heróis, concluindo os dois gols da virada para 3-2, ambos nos quinze minutos finais. Por isso e por sua artilharia no campeonato uruguaio de 1949, Míguez era o atacante mais temido. No Maracanaço, porém, não chegou a ter participação ativa nos gols, ainda que se envolvesse de algum modo em ambos os lances: acompanhou o avanço em ambos os ataques, mas no primeiro deles Ghiggia preferiu passar a Schiaffino e no outro Ghiggia arriscou sozinho. Mas Míguez quase marcou o primeiro da partida, em chute que terminou em bola na trave no fim do primeiro tempo, para o enorme susto da plateia. A respeito da conquista, declararia:
Do Maracanã não vou me esquecer nunca. Essa partida, enquanto eu viva, não vai se apagar. Nesse dia, minha mãe me mandou um telegrama e joguei toda a partida com o papel no bolsinho do calção... uma irmã minha ainda o tem guardado

### Após 1950
O Uruguai só voltou a fazer partidas no ano de 1952, pelo Campeonato Pan-Americano daquele ano, de março a abril.[carece de fontes?] Míguez, novamente, foi convocado e foi titular, marcando quatro gols. A Celeste ficou em terceira,[carece de fontes?] sendo derrotada por 4-2 pelo campeão Brasil, que na época encarou o resultado como uma vingança pelo Maracanaço, a primeira de diversas partidas vistas como algo do tipo. Míguez inclusive marcou o primeiro gol dessa partida, mas também foi expulso nela.[carece de fontes?]
Míguez ausentou-se da Copa América de 1953, mas naquele mesmo ano marcou um dos gols da vitória por 2-1 sobre a Inglaterra em Montevidéu.[carece de fontes?] Foi convocado à Copa do Mundo FIFA de 1954. O Uruguai havia se renovado bastante em relação ao elenco de 1950, com Máspoli sendo exatamente um dos poucos veteranos remanescentes. Os campeões foram sorteados para a chave considerada como "grupo da morte", com Áustria, Tchecoslováquia e Escócia, mas se classificaram sem sobressaltos: a vitória por 2-0 sobre os tchecoslovacos escondeu um domínio em toda a partida, com Míguez marcando o primeiro gol ao aproveitar falha geral da defesa adversária para surgir sozinho na frente do goleiro Theodor Reimann; enquanto os escoceses foram surrados por 7-0. Nessa partida, Míguez fez o segundo e o sexto gol.
Nas quartas-de-final, o Uruguai encarou uma Inglaterra completa e que fez seu primeiro jogo de alto nível em uma Copa do Mundo, mas justamente em um dia em que os sul-americanos estiveram ainda melhores, ganhando por 4-2 sobre o time de Stanley Matthews. Na partida, porém, Míguez terminou lesionado, assim como Obdulio Varela e Julio Abbadie, todos desfalques para a semifinal contra a Hungria. Foi assim que o centroavante usado contra os magiares foi Juan Hohberg, personagem da partida por marcar no fim os dois gols que empataram partida parcialmente perdida por 2-0, ter um infarto em seguida e ainda assim continuar em campo e acertar o travessão na prorrogação. Os europeus terminaram vencendo por 4-2 no tempo extra de um dos maiores jogos da história da competição, vista de antemão como "a final prematura da Copa". Hohberg substituiu novamente Míguez também na partida seguinte, na derrota de 3-1 para a Áustria, pelo terceiro lugar.
Míguez veio a disputar a Copa América nos dois anos seguintes. Na de 1955, o Uruguai terminou apenas em quarto. El Cotorra marcou três vezes, incluindo o primeiro no clássico com a campeã Argentina - que, porém, terminou ganhando por 6-1. Ele ainda perdeu um pênalti quando a partida já estava em 5-1. Já na de 1956, sediada no Uruguai, Míguez foi vice-artilheiro, novamente com três gols, e, dessa vez, campeão. Na rodada final, a vitória de 1-0 sobre os argentinos definiu o título para a Celeste e o vice para os vizinhos. O Uruguai não era campeão do torneio desde a edição de 1942.[carece de fontes?] Em 1956, ele também voltou a ser expulso em reencontro contra o Brasil, ao lado de outros dois colegas em partida violenta no Maracanã, dessa vez pela Taça do Atlântico.
Míguez defendeu a seleção pela última vez em 30 de abril de 1958, exatamente oito anos depois da estreia.[carece de fontes?] Dessa vez, o Uruguai não havia se classificado à Copa do Mundo daquele ano, perdendo a vaga para o Paraguai. O veterano atacante participou de apenas dois jogos das eliminatórias, marcando o gol da vitória de 1-0 sobre a Colômbia, mas estando presente também na goleada de 5-0 sofrida para os paraguaios em Assunção. Suas duas últimas partidas pela Celeste foram dois amistosos em abril de 1958 contra a Argentina, um em cada país. Em Montevidéu, no dia 6, foi de Míguez o único gol da partida - foi seu último pela seleção. Em Buenos Aires, os vizinhos ganharam por 2-0 no dia 30.[carece de fontes?]
Ele foi por muito tempo o terceiro maior artilheiro da seleção, atrás de Héctor Scarone e Ángel Romano durante o século XX. Depois, foi ultrapassado pelos nomes mais recentes de Diego Forlán, Edinson Cavani e Luis Suárez.[carece de fontes?]

## Após parar
Míguez tornou-se técnico de equipes menores. Trabalhava de forma mansa das 3 da tarde às 7 da noite. Faleceu em agosto de 2006 devido a uma crise cardíaca, quando tinha 78 anos.

## Títulos
- Campeonato Uruguaio: 1949, 1951, 1953, 1954 e 1958
- Copa do Mundo FIFA: Copa do Mundo FIFA de 1950
- Copa América: 1956